# Canadian Rockies

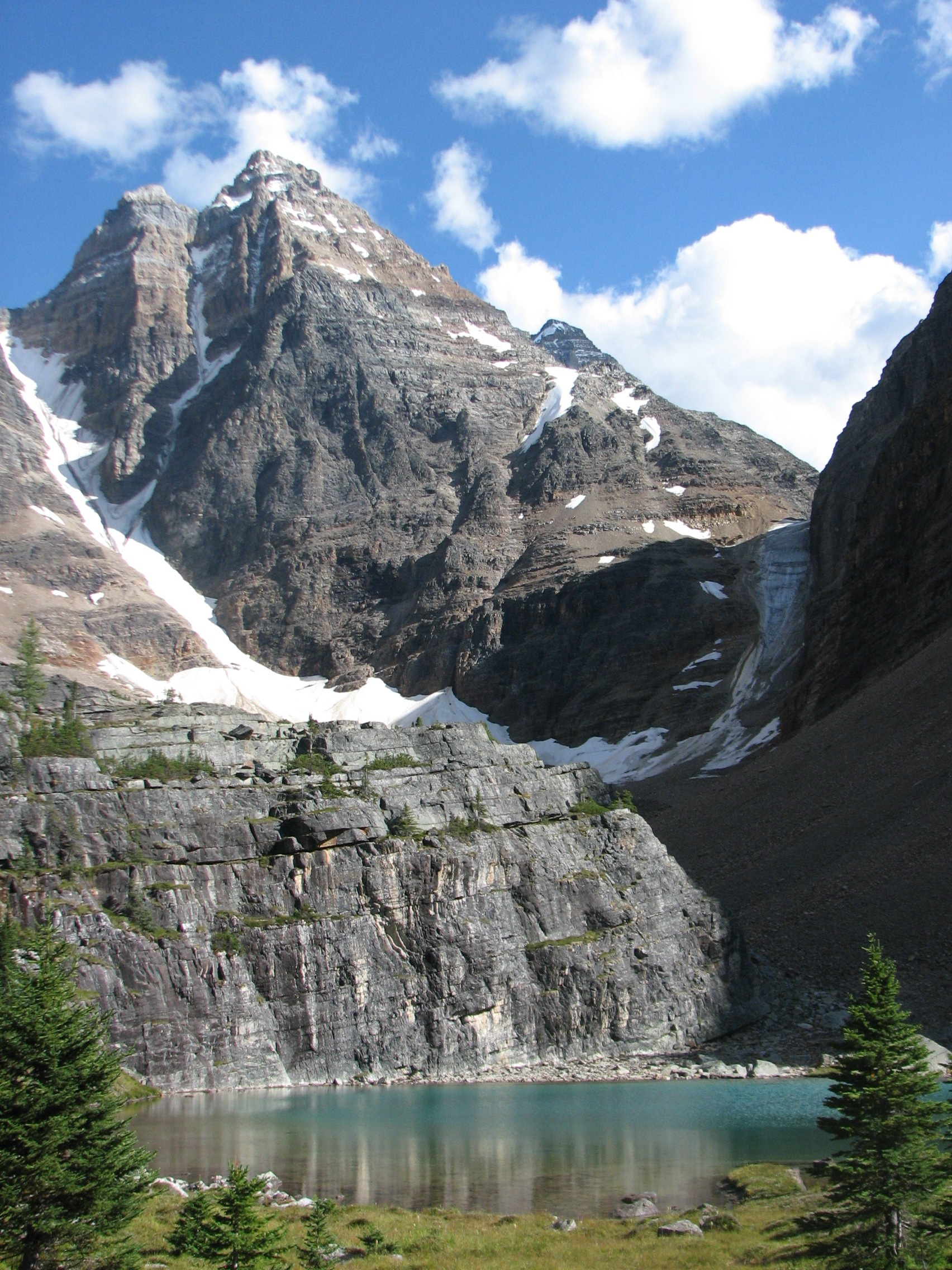
Ringrose Peak wznoszący się ponad wodami Lake O’Hara

Canadian Rockies także Continental Ranges (fr. Rocheuses canadiennes) – grupa pasm górskich należących do łańcucha Gór Skalistych. Grupa ta leży w Kanadzie i zajmuje powierzchnię około 93,5 tys. km². Blisko 65% pasm leży w prowincji Alberta, a pozostałe 35% w prowincji Kolumbia Brytyjska. Jest to najwyższa z leżących w Kanadzie część Gór Skalistych. Od północy graniczy z pasmami Far Northern Rockies (pasma Muskwa Ranges i Hart Ranges). Południowe pasma znajdują się na granicy Kanady i USA, gdzie graniczą z grupą pasm Central Montana Rocky Mountains.
Najwyższym szczytem Canadian Rockies jest Mount Robson, który jest najwyższym szczytem Gór Skalistych na terenie Kanady.
Przez Canadian Rockies przebiega Kolej Transkanadyjska, zbudowana w celu połączenia Kolumbii Brytyjskiej z wschodnimi prowincjami Kanady. Budowa linii stanowiła duże osiągnięcie techniczne, zważywszy na warunki geograficzne obszarów, przez które przeprowadzono linię (przełęcze, rzeki, znaczne deniwelacje). Po linii kursuje pociąg Rocky Mountainer.

## Geologia
Canadian Rockies to najbardziej wysunięta na wschód część Kordyliery Północnej. Jest częścią dużego ciągu pasm górskich ciągnących się od Alaski aż do południowych krańców Ameryki Południowej. Jest też częścią Pacyficznego pierścienia ognia, który okala Pacyfik.
Canadian Rockies graniczą na wschodzie z równinami Canadian Prairies, na zachodzie z Rowem Gór Skalistych.
W porównaniu z amerykańską częścią Gór Skalistych kanadyjska część różni się od południowej zarówno pod względem wyglądu jak i budowy. Kanadyjska część zbudowana jest w większości ze skał osadowych takich jak wapień lub łupek ilasty. W budowie amerykańskiej części przeważają skały metamorficzne np. gnejs oraz skały magmowe jak np. granit. Kanadyjskie Góry Skaliste powstały w wyniku sfałdowania skał z Kolumbii Brytyjskiej, które przesuwały się w kierunku północno-wschodnim na równiny Alberty. Amerykańskie Góry Skaliste to wynik prawie pionowego wypiętrzenia skał. Kanadyjskie szczyty są niższe niż amerykańskie, ale za to bardziej strome.
Część kanadyjska jest geologicznie młodsza, a często poszarpane kształty są efektem silniejszego zlodowacenia tej części Gór Skalistych. Panuje tutaj chłodniejszy i wilgotniejszy klimat, co skutkuje tym, że jest tu więcej lodowców, a rzeki są większe niż na południu.

## Podział
- Northern Continental Ranges:
  - Sir Alexander Area,
  - Morkill-Jackpine Area,
  - Resthaven Group,
  - Greater Mount Robson Area,
  - Calumet Ridge,
  - Treadmill Ridge,
  - Snake Indian Area,
  - Victoria Cross Range,
  - Llama Group,
  - Kvass Creek Area,
  - The Ancient Wall,
  - Starlight Range,
  - Persimmon Range,
  - Berland Range,
  - Hoff Range,
  - De Smet Range,
  - Bosche Range,
  - Boule Range,
  - Northern Rocky Mountain Foothills.

- Central Main Ranges:
  - Selwyn Range,
  - Meadow-Clairvaux Group,
  - Fraser-Rampart Group,
  - Trident Range,
  - Cavell Group,
  - North Icefields,
  - Clemenceau Icefield,
  - Winston Churchill Range,
  - Columbia Icefield,
  - Bush-Prattle Divide,
  - Vertebrae Ridge,
  - Kitchen Range,
  - Central Icefields,
  - Blackwater Range,
  - Goodfellow Creek Area,
  - Waitabit Ridge,
  - Blaeberry-Waitabit Divide,
  - Van Horne Range,
  - Freshfield Icefield,
  - Freshfield Icefield,
  - North Waputik Mountains,
  - Wapta Icefield,
  - Poilus Group,
  - President Range,
  - Waputik Range,

- Central Front Ranges:
  - South Hinton Area,
  - Fiddle Range,
  - Miette Range,
  - Jacques Range,
  - Colin Range,
  - Maligne Range,
  - Queen Elizabeth Range,
  - Nikanassin Range,
  - Bighorn Range,
  - First Range,
  - Cloister Mountains,
  - Cline Range,
  - Brazeau Range,
  - Ram Range,
  - Murchison Group,
  - Clearwater Ranges,
  - Slate Range,
  - Sawback Range,
  - Vermilion Range,
  - Bare Range,
  - Palliser Range,
  - Ghost River Area,
  - Fairholme Range,

- Southern Continental Ranges:
  - Beaverfoot Range,
  - Brisco Range,
  - Stanford Range,
  - Hughes Range,
  - Van Nostrand Range,
  - Banff-Lake Louise Core Area,
  - Assiniboine Area,
  - Sundance Range,
  - Sulphur Mountain,
  - Goat Range,
  - Rundle Peaks,
  - Kananaskis Country,
  - Elk Lakes-Royal Area,
  - Harrison Ranges,
  - Misty Range,
  - Greenhills Range,
  - Livingstone Range,
  - Lizard Range,
  - Taylor Range,
  - Flathead Range,
  - Blairmore Range,

## Najwyższe szczyty
- Mount Robson – 3959 m,
- Mount Columbia – 3741 m,
- North Twin Peak – 3733 m,
- Mount Clemenceau – 3664 m,
- Twins Tower – 3627 m,
- Mount Forbes – 3617 m,
- Mount Assiniboine – 3616 m,
- Mount Alberta – 3600 m,
- South Twin – 3581 m,
- Mount Goodsir – 3567 m,
- South Twin Peak – 3566 m,
- Mount Temple – 3543 m,
- Mount Bryce – 3507 m,
- Mount Kitchener – 3505 m,
- Mount Hungabee – 3492 m,
- Mount Brazeau – 3470 m,
- Mount Athabasca – 3491 m,
- Snow Dome – 3456 m,
- Mount Andromeda – 3450 m,
- Mount Joffre – 3449 m,
- Mount Edith Cavell – 3363 m.